# Просо
Просо је група високо варијабилних трава малог семена. Користи се за сточну и људску прехрану (каша, пецива), алкохолну индустрију (пиво, алкохолна пића), пострна култура.
Културе проса су важни усеви у полусувим тропима Азије и Африке (посебно у Индији, Малију, Нигерији и Нигеру), тако да се 97% производње проса одвија у земљама у развоју. Овај усев је цењен због обилног рађања и кратке сезоне узгоја у условима сувих, високих температура. Просо културе су аутохтоне у многим деловима света. Најшире узгајана култура је афрички просо, који је важан усев у Индији и деловима Африке. Индијски просо, обични просо и клипасти мухар такође су важне врсте овог усева.
Постоје индикације да су људи конзумирали просо пре око 7000 година и да је ова култура потенцијално имала „кључну улогу у успону вишеусевне пољопривреде и насељавање пољопривредних друштава”.

## Опис
Генерално, просо је једногодишња житарица малог зрна из топлих предела, и припада фамилији трава. Просо културе су веома толерантне на сушу и друге екстремне временске прилике и имају сличан садржај нутриената са другим главним житарицама.

## Историја
Различите врсте зване просо су првобитно биле припитомљене у различитим деловима света, а посебно у источној Азији, јужној Азији, западној Африци и источној Африци. Међутим, припитомљене сорте су се често прошириле далеко изван свог почетног подручја.
Специјализовани археолози звани палеоетноботаничари, ослањајући се на податке као што је релативно обиље угљенисаних зрна пронађених на археолошким налазиштима, сматрају да је култивација проса у праисторији била распрострањенија него узгој пиринча, посебно у северној Кини и Кореји. Просо су такође сачињавао важне делове праисторијске исхране у индијским, кинеским неолитским и корејским мумунским друштвима.

### Припитомљавање у источној Азији
Просо сирак (Panicum miliaceum) и просо лисичји реп (Setaria italica) били су важни усеви почевши од раног неолита Кине. Неки од најранијих доказа о узгоју проса у Кини пронађени су у Цишану (север), где су фитолити љуске проса и биомолекуларне компоненте идентификовани пре око 10.300–8.700 година у јамама за складиштење заједно са остацима јамских домова, грнчарије и каменог оруђа везаног за узгој проса. Докази из Цишана о употреби проса лисичјег репа датирају од пре око 8.700 година. Најстарији докази о кинеским резанцима направљеним од ове две врсте проса потичу из 4.000 година старе земљане посуде, у којој се налазе добро очувани резанци пронађени на археолошком локалитету Лађа у северној Кини.
Палеоетноботаничари су пронашли доказе о узгоју проса на Корејском полуострву који датирају из периода керамике средњег чиулмуна (око 3500–2000. п. н. е.). Просо је наставио да представља важан елемент у интензивној пољопривреди са више усева у периоду мумунског грнчарства (око 1500–300. п. н. е.) у Кореји. Сорте проса и њихови дивљи преци, као што су траве рода Echinochloa и Panicum, такође су се узгајали у Јапану током џомонског периода нешто касније од 4000. године пре нове ере.
Кинески митови приписују припитомљавање проса Шенонгу, легендарном кинеском цару, и Хоу Ђиу, чије име значи господар Просо.

### Припитомљавање на индијском потконтиненту
Верује се да је мало просо (Panicum sumatrense) доместиковано око 5000 пре него што је било присутно на Индијском потконтиненту, а просо кодо (Paspalum scrobiculatum) око 3700 пре садашњице, такође на Индијском потконтиненту. Различита проса су помињана у појединим текстовима Јаџурведе, идентификујући просо лисичјег репа (пријангу), просо Барнјард (ану) и црно прстасто просо (сјамака), што указује да се узгој проса одвијао око 1200. године пре нове ере у Индији.‍:505 На захтев Индијске владе 2018. године, Организација за храну и пољопривреду Уједињених нација (FAO) прогласила је 2023. за Међународну годину проса.

### Припитомљавање у западној Африци
Бисерно просо (Pennisetum glaucum) је дефинитивно доместикован у Африци пре 3500 година пре садашњег времена, мада се сматра вероватним да је до тога дошло пре 8000 година.‍:160 Рани докази укључују налазе у Биримију у Западној Африци, а најраније у Дар Тичиту у Мауританији.
Бисерно просо је доместикован у региону Сахела у западној Африци, где се налазе његови дивљи преци. Докази о узгоју бисерног проса у Малију датирају из 2500. године пре нове ере. Бисерно просо је такође био присутан на Индијском потконтиненту до 2300. године пре нове ере.

## Исхрана
Порција од 100 грама сировог проса (Panicum miliaceum или просејаног проса) даје 378 калорија и богат је извор (20% или више дневне вредности, ДВ) протеина, дијеталних влакана, неколико Б витамина и много дијеталних минерала, нарочито мангана са 76% ДВ (табела хранљивих састојака USDA). Сирово просо је 9% вода, 73% угљени хидрати, 4% масти и 11% протеини (табела).

### Поређење са другим главним основним намирницама
Следећа табела приказује садржај хранљивих састојака проса у поређењу са главном основном храном у сировом облику. Сирови облици, међутим, нису јестиви и не могу се у потпуности сварити. Они се морају припремити и кувати према потреби за људску употребу. У прерађеном и куваном облику, релативни нутритивни и антинутритивни садржај сваке од ових житарица се знатно разликује од оног у сировим облицима који су наведени у овој табели. Храњива вредност у куваном облику зависи од начина кувања.
| Компонента (у 100 g порцији, сирова зрна) | тапиока | пшеница | пиринач | кукуруз | сирак | просо | кодо  |
| ----------------------------------------- | ------- | ------- | ------- | ------- | ----- | ----- | ----- |
| вода (g)                                  | 60      | 13,1    | 12      | 76      | 9,2   | 8,7   |       |
| енергија (kJ)                             | 667     | 1368    | 1527    | 360     | 1418  | 1582  | 1462  |
| протеин (g)                               | 1,4     | 12,6    | 7       | 3       | 11,3  | 11    | 9.94  |
| маст (g)                                  | 0,3     | 1,5     | 1       | 1       | 3,3   | 4,2   | 3.03  |
| угљени хидрати (g)                        | 38      | 71,2    | 79      | 19      | 75    | 73    | 63.82 |
| влакна (g)                                | 1,8     | 1,2     | 1       | 3       | 6,3   | 8,5   | 8.2   |
| шечери (g)                                | 1,7     | 0,4     | >0,1    | 3       | 1,9   |       |       |
| гвожђе (mg)                               | 0,27    | 3,2     | 0,8     | 0,5     | 4,4   | 3     | 3.17  |
| манган (mg)                               | 0,4     | 3,9     | 1,1     | 0,2     | <0,1  | 1,6   |       |
| калцијум (mg)                             | 16      | 29      | 28      | 2       | 28    | 8     | 32.33 |
| магнезијум (mg)                           | 21      | 126     | 25      | 37      | <120  | 114   |       |
| фосфор (mg)                               | 27      | 288     | 115     | 89      | 287   | 285   | 300   |
| калијум (mg)                              | 271     | 363     | 115     | 270     | 350   | 195   |       |
| цинк (mg)                                 | 0,3     | 2,6     | 1,1     | 0,5     | <1    | 1,7   | 32.7  |
| пантотенска киселина (mg)                 | 0,1     | 0,9     | 1,0     | 0,7     | <0,9  | 0,8   |       |
| витамин Б6 (mg)                           | 0,1     | 0,3     | 0,2     | 0,1     | <0,3  | 0,4   |       |
| фикат (µg)                                | 27      | 38      | 8       | 42      | <25   | 85    |       |
| тиамин (mg)                               | 0,1     | 0,38    | 0,1     | 0,2     | 0,2   | 0,4   | 0.15  |
| рибофлавин (mg)                           | <0,1    | 0,1     | >0,1    | 0,1     | 0,1   | 0,3   | 2.0   |
| ниацин (mg)                               | 0,9     | 5,5     | 1,6     | 1,8     | 2,9   |       | 0.09  |

| Усев / састојак   | протеин (g) | влакна (g) | минерали (g) | гвожђе (mg) | калцијум (mg) |
| ----------------- | ----------- | ---------- | ------------ | ----------- | ------------- |
| сирак             | 10          | 4          | 1,6          | 2,6         | 54            |
| афрички просо     | 10,6        | 1,3        | 2,3          | 16,9        | 38            |
| индијски просо    | 7,3         | 3,6        | 2,7          | 3,9         | 344           |
| клипасти мухар    | 12,3        | 8          | 3,3          | 2,8         | 31            |
| просо             | 12,5        | 2,2        | 1,9          | 0,8         | 14            |
| кодо              | 8,3         | 9          | 2,6          | 0,5         | 27            |
| мали просо        | 7,7         | 7,6        | 1,5          | 9,3         | 17            |
| барнијард просо   | 11,2        | 10,1       | 4,4          | 15,2        | 11            |
| смеђи вршни просо | 11,5        | 12,5       | 4,2          | 0,65        | 0,01          |
| квиноја           | 14,1        | 7          | *            | 4.6         | 47            |
| теф               | 13          | 8          | 0,85         | 7,6         | 180           |
| фонио             | 11          | 11.3       | 5,31         | 84,8        | 18            |
| пиринач           | 6,8         | 0,2        | 0,6          | 0,7         | 10            |
| пшенициа          | 11,8        | 1,2        | 1,5          | 5,3         | 41            |